# Brod, Bohinj
Brod este o localitate din comuna Bohinj, Slovenia, cu o populație de 98 de locuitori.